# Carel Fabritius
Ne doit pas être confondu avec Fabrizio Chiari.
Pour les articles homonymes, voir Fabricius.
Carel Fabritius, né en février 1622 à Middenbeemster, et mort à Delft le 12 octobre 1654, est un peintre néerlandais (Provinces-unies) du siècle d’or.

## Biographie

### Jeunesse
Aîné d'une famille nombreuse, Carel Fabritius était le fils de Pieter Carel. Fabritius, qui fut à partir de 1619 maître d’école et sacristain à Beemster, un polder qui n'existait que depuis une décennie, et d’une sage-femme. Son grand-père, originaire de Gand, était pasteur à Purmerend. Deux frères cadets de Carel allaient également devenir peintres : Barent Fabritius, actif à Amsterdam, et Johannes Fabritius, actif à Hoorn. Tout comme pour Barent, on a supposé que Carel Fabritius avait tout d’abord reçu une formation pour devenir menuisier ou charpentier, d’après le mot « fabritius » (du latin faber) qui serait devenu leur nom, ainsi que, rétrospectivement, celui de leur père.
En 1641, alors âgé de 19 ans, il épouse une voisine aisée, la sœur du pasteur de l’endroit, et le couple vient s’établir à Amsterdam, dans la Runstraat. L’année suivante, Fabritius entre en apprentissage chez Rembrandt, à l'époque de la conception de sa célèbre Ronde de nuit. Rembrandt avait alors également pour élève Samuel Van Hoogstraten. En 1643, la femme de Fabritius meurt en couches, à la suite de quoi le peintre retourne à Middenbeemster. Il se remarie en 1650 avec Agatha Van Pruyssen, de Delft.

### Delft
À partir de 1651, il vit à Delft, où il rompt avec l’influence de Rembrandt et développe son propre style. En 1652, il devient membre de la guilde de Saint-Luc locale.
Fabritius réalise alors des portraits comme peintre de cour des princes d’Orange, des scènes de genre et des tableaux historiques.

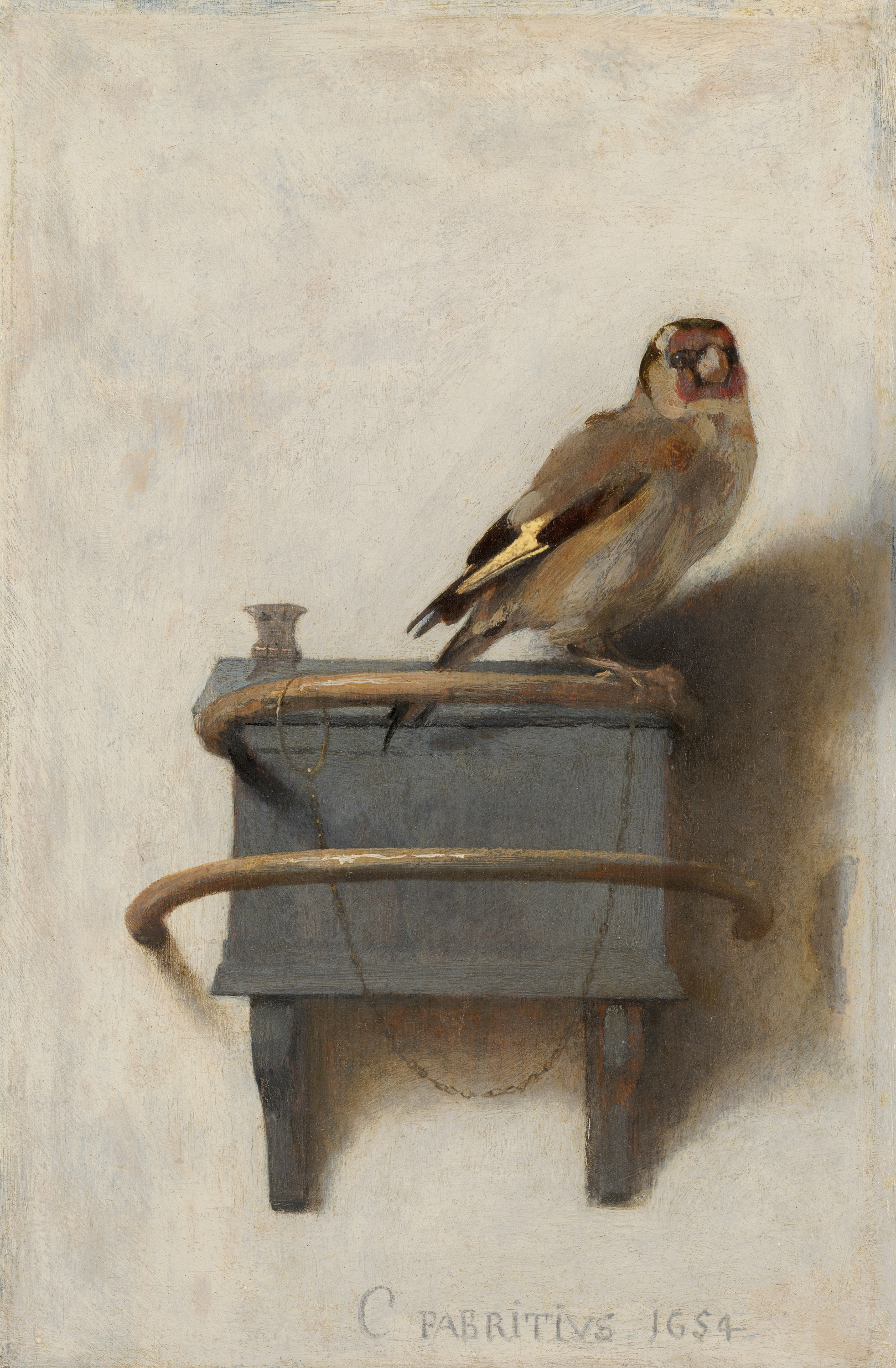
Le Chardonneret (1654), La Haye, Mauritshuis.

Le 12 octobre 1654, Fabritius, sa belle-mère et le sacristain de l’Oude Kerk, dont il était occupé à réaliser le portrait, sont blessés à la suite de l’explosion de la poudrière de Delft. Fabritius, transporté à l’hospice, succombe à ses blessures quelques heures plus tard. On suppose que, lors de l’explosion, un incendie s’est déclaré qui provoqua la destruction de toutes les peintures qui se trouvaient dans son atelier, ce qui expliquerait pourquoi si peu d’œuvres de l’artiste sont arrivées jusqu’à nous.

## Style pictural
De Carel Fabritius, en effet, moins d’une vingtaine d’œuvres ont été conservées, dont deux autoportraits actuellement conservés au musée Boijmans Van Beuningen de Rotterdam et à la National Gallery de Londres. Un troisième autoportrait, présumé, figure parmi les collections de l'Alte Pinakothek de Munich.
Fabritius était sans nul doute doué de grands talents picturaux. Ses premières œuvres témoignent d’un très nette influence du style de Rembrandt. Aussi n’est-il pas étonnant que beaucoup parmi celles-ci furent d’abord attribuées à ce dernier. Fabritius, cependant, parmi les élèves de Rembrandt, est l’un des rares qui soient parvenus au fil du temps à se dégager de son exemple : il abandonna les couleurs sombres et employa progressivement des teintes plus claires et plus chaleureuses. À côté de cela, il se préoccupa surtout de l’harmonie des couleurs et de la perspective.
Ses dernières œuvres, à Delft, montrent une créativité et une recherche exceptionnelles. Il exerça alors une forte influence sur Johannes Vermeer, qui fut probablement son élève, et sur Pieter De Hooch, notamment en ce qui concerne la perspective et la composition ; cependant, c’est surtout son rendu de la lumière qui fascinèrent ces derniers. On ignore comment Fabritius en est arrivé à un changement de style aussi frappant. La force d’attraction de Delft y est sans doute pour beaucoup[réf. nécessaire] : la ville inspira également d’autres peintres talentueux de cette époque, comme Gerard Terborch, Jan Steen et Paulus Potter. 
La peinture de Carel Fabritius n'a été redécouverte qu'au XIXe siècle par le travail du critique d'art Théophile Thoré-Bürger.

## Mystère Vermeer
L'imprimeur de la guilde de Saint-Luc de Delft, Arnold Bon, réactive le mystère Vermeer par son quatrain pour la mort de Fabritius : 

« Ainsi périt ce phénix pour notre malheur,
Au milieu, au plus haut point de sa gloire,
Mais, par bonheur, ce même feu nous a donné en revanche
Vermeer, qui magistralement suit ses traces. »

Il n'en fallait pas plus pour accréditer l'hypothèse que Vermeer aurait été le disciple de Fabritius.

## Œuvres
| Titre                                                                               | Technique                                                                            | Remarques                      | Format          | Date           | Collection                                    | N° d’inventaire | Image |
| ----------------------------------------------------------------------------------- | ------------------------------------------------------------------------------------ | ------------------------------ | --------------- | -------------- | --------------------------------------------- | --------------- | ----- |
| Portrait d'une femme assise avec un mouchoir                                        | huile sur toile                                                                      | Autrefois attribué à Rembrandt | 124 × 100 cm    | vers 1644      | Musée des beaux-arts de l'Ontario             |                 |       |
| Autoportrait                                                                        | huile sur panneau                                                                    | signé                          | 65 × 49         | 1645-1650      | Musée Boijmans Van Beuningen, Rotterdam       | 1205            |       |
| Autoportrait avec bonnet de fourrure et cuirasse                                    | huile sur toile                                                                      | signé                          | 70,5 × 61,5     | 1654 (daté)    | National Gallery, Londres                     | 4042            |       |
| Autoportrait avec une barrette et une chemise rouge                                 | huile sur toile                                                                      | restes de signature            | 62,5 × 51       | vers 1644-1646 | Alte Pinakothek, Munich                       | 2080            |       |
| Le Chardonneret                                                                     | panneau                                                                              | signé                          | 33,5 × 22,8     | 1654 (daté)    | Mauritshuis, La Haye                          | 605             |       |
| La Décollation de Jean Baptiste                                                     | huile sur toile                                                                      |                                | 149 × 121       | vers 1640      | Rijksmuseum, Amsterdam                        | A 91            |       |
| Héra se cache pendant le combat entre les dieux et les géants                       | huile sur toile                                                                      | signé                          | 77 × 67         | vers 1642-1644 | Musée Pouchkine, Moscou                       |                 |       |
| Homme casqué                                                                        | huile sur panneau                                                                    | attribué à CF ou cercle de CF  | 38,5 × 31       | vers 1648-1649 | Musée de Groningue, Groningue                 | 1931.0103       |       |
| Jeune Homme debout tenant une corde                                                 | dessin plume et huile sur papier                                                     | attribué à CF                  | 29,2 × 18       | vers 1640-1649 | Rijksmuseum, Amsterdam                        | T 1930-34       |       |
| Agar et l'ange (Genèse 16,7-16)                                                     | huile sur toile                                                                      | signé                          | 157,5 × 136     | vers 1643-1645 | Residenzgalerie, Salzbourg                    |                 |       |
| Mercure, Argus et Io                                                                | huile sur toile                                                                      | signé                          | 73,5 × 104      | vers 1645-1647 | Los Angeles County Museum of Art, Los Angeles |                 |       |
| Mercure tente de corrompre Aglauros avec de l'or pour qu'il lui donne accès à Hersé | huile sur toile                                                                      | signé                          | 72,4 × 91       | vers 1645-1647 | Museum of Fine Arts, Boston, Massachusetts    | 03.1143         |       |
| Portrait d'Abraham De Potter, marchand de soie à Amsterdam                          | huile sur toile                                                                      | signé                          | 69 × 58         | 1649 (daté)    | Rijksmuseum, Amsterdam                        | A 1591          |       |
| Portrait d'homme âgé                                                                | huile sur panneau                                                                    |                                | 24 × 20,7       | vers 1646      | Musée du Louvre, Paris                        | RF 3834         |       |
| Portrait d'homme âgé                                                                | huile sur toile                                                                      |                                |                 |                | Musée Granet, Aix-en-Provence                 |                 |       |
| La Résurrection de Lazare                                                           | huile sur toile                                                                      | signé                          | 210,5 × 140     | vers 1642-1644 | Muzeum Narodowe, Varsovie                     |                 |       |
| La Sentinelle                                                                       | huile sur toile                                                                      | signé                          | 68 × 58         | 1654 (daté)    | Staatliches Museum, Schwerin                  |                 |       |
| Une Fille avec un balai                                                             | huile sur toile                                                                      | attribué à CF                  | 107,3 × 91,4 cm | vers 1646-1651 | National Gallery of Art, Washington           | 1937.1.74       |       |
| Vue de Delft et l'Échoppe d'un marchand d'instruments                               | huile sur toile collée sur panneau de noyer                                          | signé                          | 15,4 × 31,6     | 1652 (daté)    | National Gallery, Londres                     |                 |       |
| Mercure s'apprêtant à décapiter Argus                                               | Plume, pointe de pinceau et encre brune, lavis brun, quelques traces de pierre noire | attribué à CF                  | 169 × 219 mm    | vers 1645      | Beaux-Arts de Paris                           | Mas.1930        |       |

Observations
- Le Chardonneret : peut-être son tableau le plus connu, démontre sa maîtrise du trompe-l'œil.
- La présence de deux tableaux sur des épisodes de la vie de Mercure, de tailles et de conceptions identiques, font penser qu'il s'agit probablement de deux éléments d'une série plus importante.
- Vue de Delft, petit tableau à la perspective déformée, fut probablement conçu pour être mis dans une boîte optique semi-circulaire, restaurant ainsi les lignes de perspectives.
- Le Chardonneret a inspiré le roman du même nom (The Goldfinch, 2013) de l'Américaine Donna Tartt, publié en français par les éditions Plon en 2014. La romancière imagine le vol de ce tableau à New York par un jeune garçon au cours d'un attentat terroriste.
- Mercure s'apprêtant à décapiter Argus des Beaux-Arts de Paris. Cette feuille est attribuée à Fabritius car elle présente plusieurs analogies avec ses dessins, lignes foncées et contours appuyés. Le palmier schématique rappelle les arbres dans Tobias, l'ange et le poisson dans un paysage boisé (marchand Bob Haboldt à Paris), et les palmacées du tableau Mercure et Argus (1645-1647, Los Angeles County Museum of Art). On retrouve d'autres motifs similaires dans différentes esquisses[4].